# Agriarctos
Genre
Agriarctos est un genre fossile d'ursidae ayant vécu en Europe au Miocène, il y a entre environ 18 et 8 millions d'années. Il a été décrit en 1942 par le paléontologue hongrois Miklós Kretzoi,.

## Historique
Le genre Agriarctos a été créé en 1942 par Miklós Kretzoi après la découverte d'un fragment de mandibule ayant conservé les dents P3-M2 sur le site de Hatvan, en Hongrie, pour lequel il créa l'espèce Agriarctos gaali.
Une deuxième espèce, Agriarctos vighi, a été proposée la même année par cet auteur pour une molaire M1 du site hongrois de Rózsaszentmárton. Deux autres espèces, Ursavus depereti (Schlosser, 1902), basée sur une M1 et une M2 du site de Melchin-gen en Allemagne, et Ursavus ehrenbergi (Brunner, 1942), basée sur une P4-M2 de Halmyropotamus, à Eubée, en Grèce, ont également été incluses dans le genre Agriarctos. Par la suite, cette dernière espèce a été reclassée sous le nom de Ursavus ehrenbergi (Thenius, 1947). Viret & Mazenot (1947) et Viret (1949) ont signalé la présence d'Ursavus depereti sur le site de Soblay, distinguant cette espèce des autres Ursavus par l'allongement de la dent carnassière supérieure dû à la présence d'un parastyle. Tobien (1952) a également attribué à Ursavus depereti quelques restes dentaires (M1 et deux M1) provenant du site de Gau-Weinheim (Allemagne). Thenius (1979), dans son étude de la systématique du Panda géant (Ailuropoda melanoleuca), a validé le genre Agriarctos et l'a placé dans la sous-famille des Ailuropodinae.

## Description
Agriarctos est caractérisé par un fort développement des cuspides distales sur les prémolaires, généralement peu développées ou absentes chez la plupart des Ursoidea, et par la position avancée du métaconide de la molaire M1.

## Histoire évolutive
Hendey (1972) et Wolff (1978) pensent que les Pandas  (Ailuropoda) ont évolué depuis le genre Indarctos de la sous-famille des Agriotheriinae. Thenius (1979) a cependant identifié un ancêtre possible, le genre Agriarctos, de la fin du Miocène en Hongrie, et a suggéré qu'il s'agissait d'un descendant d’Ursavus du milieu du Miocène.

## Liste des espèces
- Agriarctos depereti (Schlosser, 1902)
- Agriarctos gaali Kretzoi, 1942
- Agriarctos vighi Kretzoi, 1942
- Agriarctos beatrix Abella et al., 2011[2]
- Agriarctos nikolovi Jiangzuo & Spassov, 2022